# مارك هوستر
مارك هوستر (بالإنجليزية: Marc Huster)‏ مواليد (1 يوليو 1970) هو رباع ألماني ومعلق رياضي.

## حياته المهنية
- المركز السابع في الألعاب الأولمبية الصيفية في برشلونة سنة 1992.
- بطل العالم في إسطنبول عام 1994.
- فاز بالميدالية الفضية في الألعاب الأولمبية الصيفية في أطلانتا 1996 (فئة 83 كجم).
- بطل أوروبا عام 1997 ،1998، و 1999.
- فاز بالميدالية الفضية في الألعاب الأولمبية الصيفية في سيدني سنة 2000 (فئة 85 كجم).
- أعتزل رياضة رفع الأثقال عام 2002.

## الإحصائيات
- الخطف:177.5 كجم في بطولة العالم لرفع الأثقال عام 1999.
- النتر:215 كجم بطولة أوروبا لرفع الأثقال عام 1999.
- المجموع:390.0 كجم في الألعاب الأولمبية الصيفية سنة 2000 (فئة 85 كجم).

## روابط خارجية
- مارك هوستر على موقع IAT Database Weightlifting (الألمانية)
- مارك هوستر على موقع أوليمبيديا (الإنجليزية)